# نغت دبق

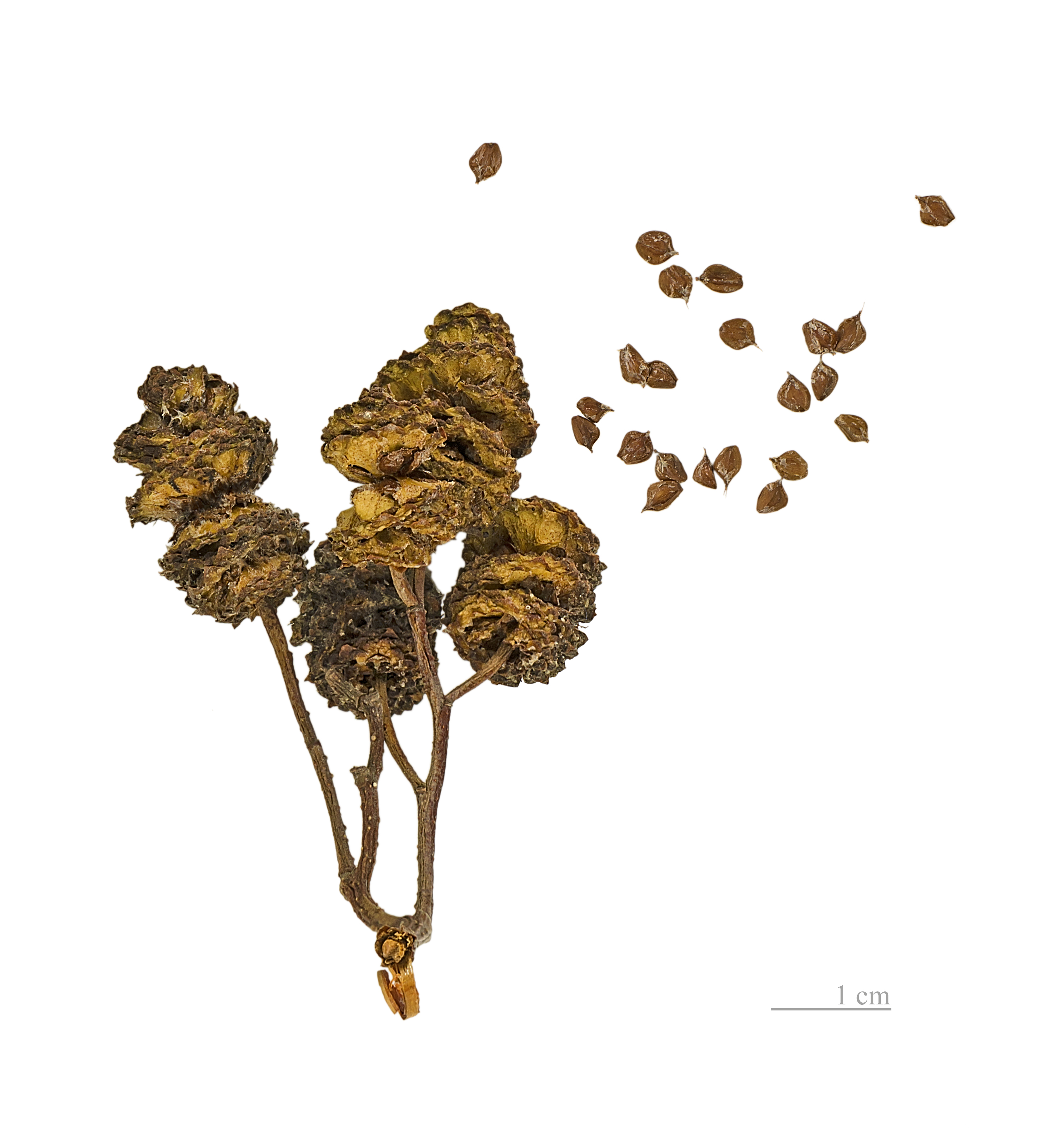
Alnus glutinosa

حورة أو النغت الدبق أو مغث غروي هو نوع نباتي شجري يتبع جنس النغت من الفصيلة القضبانية (باللاتينية: Betulaceae) في رتبة البلوطيات من ثنائيات الفلقة من النباتات المزهرة.

## البيئة والانتشار
توجد منه أربعة أنوعة موطن معظمها تركيا وبعضها في أوروبا وآسيا، وانتقلت منها إلى أمريكا الشمالية:
- النغت الدبق الدبق (باللاتينية: Alnus glutinosa (L.) Gaertn. subsp. glutinosa)، موطنه المغرب العربي ومعظم مناطق أوروبا.[8]
- النغت الدبق الطوروسي (باللاتينية: Alnus glutinosa subsp. antitaurica Yalt.) موطنه تركيا.[9]
- النغت الدبق الملتحي (باللاتينية: Alnus glutinosa subsp. barbata) موطنه تركيا والقوقاز.[10]
- النغت الدبق القضباني (باللاتينية: Alnus glutinosa subsp. betuloides Ansin) موطنه تركيا.[11]

## الوصف النباتي لهذا الجنس
النبات شجري. البراعم حرشفية ذات عنق في غالب الأحيان، الأوراق بسيطة ذات عنق متساقطة متبادلة منشارية أو مسننة ونادرا كاملة الإزهار وحيدة الجنس بشكل نورات زهرية أحادية المسكن وتظهر الأزهار قبل الأوراق. الثمار متعددة الوجوه منضغطة لها جناح، مجتمعة بشكل مخروط بيضوي الشكل قصير وله حراشف خشبية سميكة ودائمة تحمل كل حرشفة في قاعدتها من الداخل ثمرتين، تنضج الثمار خلال سنة واحدة.